# Gateshead Millennium Bridge
Gateshead Millennium Bridge je most přes řeku Tyne ve Spojeném království. Jde o první most na světě, který umožňuje průjezd lodím díky naklopení (tzv. naklápěcí most). Autory návrhu tohoto jsou Wilkinson Eyre Architects z Velké Británie. Spojuje města Gateshead a Newcastle upon Tyne v severovýchodní Anglii. Stavba mostu stála 22 milionů liber.
Most v sobě spojuje prvky obloukového mostu a naklápěcí mechanismus, díky kterému pod ním mohou po řece Tyne proplouvat lodě. Most má hlavní pole o rozpětí 105 m a jeho celková délka je 126 m, mostovka je 8 m široká. Půdorysně zakřivená ocelová ortotropní mostovka je zavěšena ocelovými závěsy na parabolický ocelový oblouk. Zakřivení mostovky tak tvoří protizávaží k oblouku, jak je patrné ve zvednuté poloze. Oblouk je osazen válcovými čepy – díky nimž se může celý most otáčet – na betonových opěrách přistavěnými k nábřeží. Naklápěcí mechanismus je opatřen hydraulickými čerpadly. Most převádí cestu pro pěší a cyklostezku.
Most Milénia doplnil řadu několika dalších pozoruhodných mostů, které už stály na řece Tyne. Díky svému netradičnímu návrhu se stal vyhledávanou turistickou zajímavostí. V roce 2003 obdržel od institutu pozemního stavitelství hlavní cenu za konstrukční kvalitu.